# اریک لانسلوت
اریک لانسلوت (انگلیسی: Eric Lancelotte; ۲۶ فوریهٔ ۱۹۱۷ – ۱ سپتامبر ۲۰۰۷) بازیکن فوتبال بود.
از باشگاه‌هایی که در آن بازی کرده‌است می‌توان به باشگاه فوتبال چارلتون اتلتیک اشاره کرد.